# Samir Handanović
Samir Handanovič (sinh ngày 14 tháng 7 năm 1984) là một cựu cầu thủ bóng đá chuyên nghiệp người Slovenia từng thi đấu ở vị trí thủ môn.
Trước khi chuyển đến Ý, Handanović đã chơi bóng ở quê nhà Slovenia. Năm 2004, anh được Udinese mua lại, nhưng sau vài năm được cho mượn, chơi cho các đội như Treviso, Lazio và Rimini. Handanović trở lại Udinese trước mùa giải 2007–08, nơi anh chơi như một người bắt đầu trong 5 năm tiếp theo. Trong mùa giải tiếp theo, anh cũng lần đầu tiên chơi bóng ở châu Âu, có trận ra mắt tại UEFA Cup. Sau 5 năm thi đấu chính thức và hơn 200 lần ra sân, Handanović gia nhập Inter Milan vào tháng 7 năm 2012 với giá khoảng 19,4 triệu euro. Vào tháng 2 năm 2019, anh ấy được bổ nhiệm làm đội trưởng câu lạc bộ, trong khi vào tháng 9, anh có lần ra sân thứ 300 cho câu lạc bộ, và sau đó tiếp tục lọt vào Chung kết UEFA Europa League 2020 ở mùa giải đó. Anh ấy đã xuất hiện lần thứ 500 tại Serie A vào tháng 2 năm 2021,  và giành được danh hiệu đầu tiên cùng đội bóng vào tháng 5 năm đó.
Trước đây từng đại diện cho đội U-21 Slovenia, Handanović đã có trận ra mắt quốc tế cao cấp cho Slovenia vào năm 2004. Anh ấy đã có 81 lần khoác áo đội tuyển quốc gia, nhiều thứ hai cho Slovenia và nhiều nhất cho một thủ môn, và chơi ở FIFA World Cup 2010.
Được đặt biệt danh là Người Dơi, nhờ những pha cứu thua xuất thần, anh được coi là một trong những thủ môn xuất sắc nhất trong thế hệ của mình, và là một trong bốn thủ môn không phải người Ý duy nhất được vinh danh là Thủ môn của năm Serie A, giành giải vinh dự ba lần. Là một chuyên gia cản phá quả phạt đền, trong mùa giải Serie A 2010–11, anh đã cản phá tổng cộng sáu quả phạt đền, cân bằng kỷ lục mọi thời đại của giải đấu được thiết lập vào mùa giải 1948–49. Trong mùa giải 2019–20, anh cân bằng kỷ lục ghi nhiều quả phạt đền nhất Serie A của Gianluca Pagliuca với lần dừng chân thứ 24. Ở mùa giải tiếp theo, anh đã phá kỷ lục.

## Sự nghiệp câu lạc bộ

### Sự nghiệp ban đầu
Handanović bắt đầu sự nghiệp của mình tại Slovan và sau đó được chuyển đến Domžale, nơi anh ấy đã trải qua hai mùa giải. Anh được Udinese ký hợp đồng vào mùa hè năm 2004 ở tuổi 20. Tuy nhiên, thời gian đầu tiên của anh với Friuliani chỉ tồn tại trong thời gian ngắn vì anh không thể củng cố vị trí của mình trong đội hình xuất phát. Lần ra mắt của anh ấy diễn ra vào ngày 20 tháng 11 năm 2004 trong một trận đấu Coppa Italia với Lecce, nơi anh ấy bị đuổi khỏi sân ở phút 91 vì để thủng lưới sau một pha phạm lỗi với Mirko Vučinić; vì Udinese đã sử dụng cả ba sự thay thế, tiền đạo David Di Michele vào mục tiêu ở vị trí của mình. Tuy nhiên, Vučinić không thể ghi bàn từ chấm phạt đền và Udinese giành chiến thắng 5–4.  Anh có trận ra mắt Serie A vào ngày 15 tháng 5 năm 2005 trong trận hòa 1-1 trên sân nhà trước Sampdoria.
Handanović được cho Treviso mượn vào mùa hè năm 2005, nhưng đến tháng 1 năm 2006, anh được trao đổi với Matteo Sereni sang Lazio. Với Treviso, anh nhận thẻ đỏ đầu tiên trong trận đấu với câu lạc bộ tiếp theo của anh, Lazio, vào ngày 18 tháng 9 năm 2005 trong trận thua chung cuộc 3–1 trên sân khách. Trong thời gian thi đấu cho Biancoceleste, Handanović đã chơi 3 trận và để lọt lưới 6 bàn.
Vào ngày 14 tháng 5 năm 2006, trong ngày cuối cùng của mùa giải 2005–06, Handanović, với áo số 24, chơi trận đầu tiên và trận cuối cùng cho Lazio, giữ sạch lưới trước Parma trong chiến thắng 1–0 trên sân nhà.
Vào tháng 7 năm 2006, Handanović được cho Rimini mượn, với giá đặt trước là 1,2 triệu euro.  Cũng nhờ những pha cứu thua của anh ấy, Rimini vẫn bất bại trong cả hai trận tranh chức vô địch với Juventus. Câu lạc bộ đứng thứ năm ở Serie B và để thủng lưới ít thứ tư trong giải đấu. Handanović được coi là thủ môn xuất sắc thứ hai của Serie B mùa giải đó, sau Gianluigi Buffon. Vào tháng 6 năm 2007, mặc dù Rimini đã xuất sắc lựa chọn, Udinese cũng loại bỏ lựa chọn này bằng cách trả cho Rimini 250.000 € tiền ròng.

### Quay lại Udinese
Handanović trở lại Udinese vào mùa hè năm 2007 sau khi Udinese loại bỏ lựa chọn ngược lại để từ chối việc mua lại, nơi anh thay thế Morgan De Sanctis và ký một hợp đồng mới và cải tiến kéo dài đến ngày 30 tháng 6 năm 2012.

#### Mùa giải 2009–10
Bất chấp sự xuất hiện của thủ môn người Venezuela, Rafael Romo, Handanović vẫn giữ được vị trí thủ môn số một. Anh ấy bắt đầu mùa giải thứ tư của mình với tư cách là một cầu thủ Udinese bằng cách chơi trọn vẹn 90 phút trong trận đấu mở màn mùa giải của đội, trận hòa 2–2 trên sân nhà trước Parma. Anh ấy đã giữ nguyên mục tiêu của mình lần đầu tiên trong mùa giải này vào ngày 19 tháng 9 trong trận đấu ngày 4 với Napoli , trận đấu kết thúc với tỷ số hòa không bàn thắng.
Trong suốt mùa giải 2009–10, Handanović là cầu thủ được sử dụng nhiều nhất trên sân, tổng cộng 40 lần ra sân, trong đó có 37 lần ra sân. Ở Serie A, anh ấy đã thực hiện tổng cộng 130 pha cứu thua, đây là những pha cứu thua vô giá cho Udinese, đội đã kết thúc mùa giải ở vị trí thứ 15.

#### Mùa giải 2010–11
Trước khi bắt đầu mùa giải, Handanović đã thay đổi số đội từ 22 thành 1. Đội bắt đầu mùa giải 2010–11 với bốn trận thua trong bốn tuần đầu tiên tại Serie A, khiến Udinese ở vị trí cuối cùng. Handanović giữ sạch lưới đầu tiên của mùa giải vào ngày 26 tháng 9 năm 2010 trong trận hòa không bàn thắng trước Sampdoria, giúp đội bóng này giành được điểm đầu tiên trong mùa giải.
Trong trận đấu với Lazio vào tháng 5 năm 2011, anh đã cản phá một quả phạt đền từ Mauro Zárate, quả phạt đền thứ sáu của anh trong mùa giải 2010–11, cân bằng kỷ lục mọi thời đại của giải đấu được thiết lập trong mùa giải 1948–49 cho hầu hết các quả phạt đền trong quá trình thi đấu một mùa duy nhất.  Nhờ những màn trình diễn của mình, anh ấy đã được đặt tên vào Đội hình xuất sắc nhất Serie A cho mùa giải 2010–11.

#### Mùa giải 2011–12

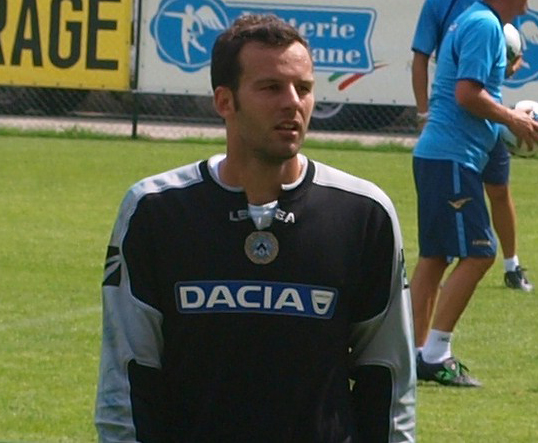
Handanović trong màu áo Udinese năm 2011

Vào ngày 16 tháng 8 năm 2011, anh chơi trận đấu UEFA Champions League đầu tiên với Arsenal , trong trận lượt đi của vòng play-off , bị đánh bại bởi Theo Walcott ở phút thứ 4 trong trận thua 0-0 trên sân khách tại Emirates .  Trong trận lượt về tại Sân vận động Friuli sau một tuần, Udinese đang dẫn trước sau 50 phút, nhưng Arsenal đã trở lại để đánh bại Handanović hai lần trong khoảng 14 phút và Bianconeri Friuliani bị loại với tổng tỷ số 3-1.
Handanović đã giữ sạch lưới trong trận đấu mở màn với Lecce , giúp đội giành chiến thắng 0–2 trên sân khách.  Udinese và Handanović bất bại trong bảy trận đầu tiên tại Serie A, và chỉ để lọt lưới một bàn trong khoảng thời gian đó, đây là thành tích phòng ngự tốt nhất ở các giải đấu hàng đầu châu Âu vào thời điểm đó.

### Inter Milan
Vào ngày 4 tháng 7 năm 2012, Gino Pozzo , con trai của chủ sở hữu Udinese Giampaolo Pozzo xác nhận rằng một thỏa thuận chuyển nhượng Handanović cho Inter Milan đã đạt được với việc Inter trả một khoản tiền mặt được báo cáo là 11 triệu euro  cộng với Davide Faraoni cho các dịch vụ của anh ấy (mà Faraoni được định giá 8 triệu euro);  Vụ chuyển nhượng chính thức được Inter thực hiện năm ngày sau đó, với giá 19,4 triệu euro (bao gồm cả phí khác), mặc dù cả hai câu lạc bộ đã mua lại 50% quyền đăng ký dưới dạng thỏa thuận đồng sở hữu ;  Handanović được tung vào sân để thay thế thủ môn người Brazil Júlio Césarđể đảm nhận vị trí thủ môn được lựa chọn đầu tiên. Handanović đã ký hợp đồng trị giá 2 triệu euro mỗi mùa, cộng với tiền thưởng.

#### Mùa giải 2012–13

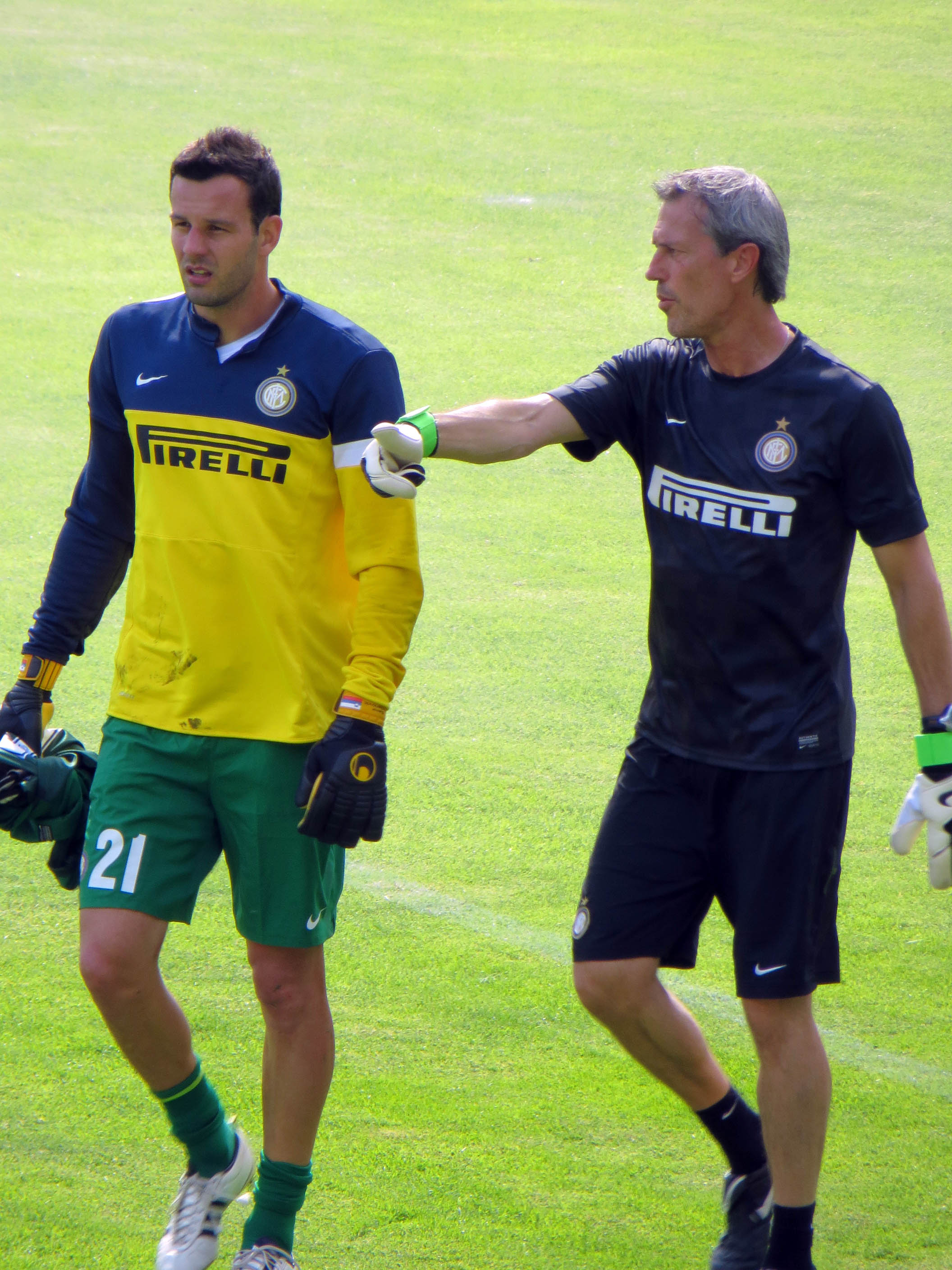
Handanović (trái) trong buổi tập với huấn luyện viên thủ môn Alessandro Nista.

Anh ra mắt câu lạc bộ vào ngày 2 tháng 8 năm 2012, trong chiến thắng 3–0 trước Hajduk Split ở vòng sơ loại thứ ba UEFA Europa League 2012–13, sau đó để thủng lưới hai bàn trong trận lượt về để thua 2–0 trên sân nhà. Ngày 2 tháng 8,  nhưng Inter tiến lên với tỷ số chung cuộc 3–2. Vào ngày 17 tháng 8, Handanović bị chấn thương sụn chêm  khiến thời gian bắt đầu chiến dịch Serie A của anh ấy bị trì hoãn cho đến ngày 16 tháng 9, trong chiến thắng 2–0 trước Torino. Handanović đã đánh bại đối thủ Milan trong trận đấu đầu tiên của anh ấy ở trận Derby della Madonnina vào ngày 7 tháng 10, thắng 1–0 trước Inter. Anh có trận đấu thứ 200 tại Serie A trong chiến thắng 2-1 trên sân nhà của Inter trước Napoli. Inter đã bị cầm hòa 1-1 trong trận derby thứ hai vào ngày 25 tháng 2 năm 2013, nhưng Handanović được chú ý vì đã thực hiện một số pha cứu thua trước tiền đạo Mario Balotelli của Milan .
Năm 2012, Handanović lần đầu tiên được đưa vào danh sách mười thủ môn hàng đầu thế giới của IFFHS , xếp thứ tám. Sau khi kết thúc mùa giải 2012–13, nhờ những màn trình diễn chắc chắn của mình, Handanović đã được chọn vào Đội hình xuất sắc nhất Serie A lần thứ hai trong sự nghiệp, là thủ môn có nhiều trận ra sân nhất. Anh đã chơi 48 trận trong suốt mùa giải, bao gồm 35 trận ở Serie A và mười trận ở Europa League. Tuy nhiên, mùa giải của Inter đã kết thúc trong thất vọng, sau khi không đạt thứ hạng cao ở bảng Serie A và Europa League, giành vị trí thứ 9 tại giải đấu (vị trí tệ nhất kể từ mùa giải 1993–94 ) và lọt vào tứ kết ở châu Âu.
Vào ngày 19 tháng 6 năm 2013, Inter mua lại hoàn toàn Handanović và bán Faraoni cho Udinese với mức phí không được tiết lộ.
Vào tháng 6, có thông tin rằng Barcelona của Tây Ban Nha đã đề nghị ký hợp đồng với Handanović với giá 23 triệu euro, đã bị chủ sở hữu của Inter, Massimo Moratti từ chối; Người đại diện của Handanović cũng xác nhận rằng thân chủ của ông sẽ không chuyển đến Barcelona sau khi câu lạc bộ Catalan quyết định giữ lại thủ môn xuất phát đương nhiệm Víctor Valdés thêm một năm nữa.

#### Mùa giải 2013–14
Vào ngày 18 tháng 8 năm 2013, trong trận đấu đầu tiên của Mazzarri, Handanović đã ghi bàn và giữ sạch lưới đầu tiên trong mùa giải trong trận đấu vòng ba Coppa Italia với Cittadella , nơi Inter tiến vào vòng tiếp theo nhờ một Thắng 4–0 trên sân nhà.
Handanović đã khởi đầu mùa giải vô cùng ấn tượng, giữ sạch lưới 3 trận trong 4 trận đầu tiên.  Vào ngày 20 tháng 10, trong trận đấu với Torino , anh nhận thẻ đỏ thứ hai trong sự nghiệp vì phạm lỗi với Alessio Cerci ở phút thứ 5; Tuy nhiên, Inter đã chịu đựng và hòa 3–3. Vào ngày 15 tháng 12, Handanović đã cản phá quả phạt đền đầu tiên của mình trước thủ môn Nerazzurri trong trận thua 4–2 trước Napoli, cứu một quả phạt đền của Goran Pandev trong hiệp hai.
Trong mùa giải 2013–14, Inter trở lại đấu trường châu Âu sau một năm dài vắng bóng, đứng thứ 5 trên BXH với 60 điểm. Anh đá chính trong trận đấu cuối cùng của Javier Zanetti tại San Siro, trong trận đấu mà Inter đánh bại Lazio với tỷ số 4–1 để đảm bảo một suất tham dự vòng play-off Europa League cho mùa giải tiếp theo. Handanović có 14 trận giữ sạch lưới trong 36 lần ra sân trong mùa giải Serie A và để lọt lưới 32 bàn.

#### Mùa giải 2014–15

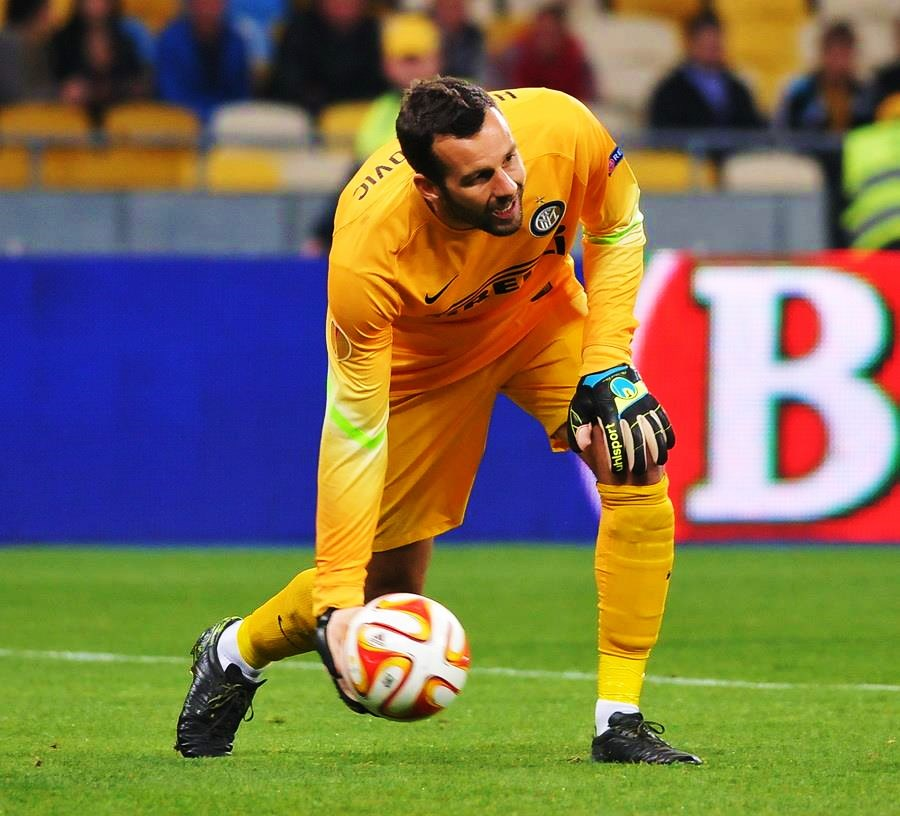
Handanovič thi đấu cho Inter năm 2014.

Inter đã mở đầu mùa giải Serie A 2014–15 với trận hòa không bàn thắng đáng thất vọng trước Torino, khi Handanović cản phá quả đá phạt đền của Marcelo Larrondo. Sau khi cứu được năm quả phạt đền gần nhất ở Serie A, Handanović đã cứu được Yevhen Konoplyanka của Dnipro Dnipropetrovsk vào ngày 27 tháng 11 năm 2014 trong một trận đấu mà Inter đã giành chiến thắng để khẳng định vị trí đầu bảng Europa League của họ khi còn một trận. Đó cũng là lần xuất hiện thứ 100 của anh ấy với Nerazzurri trong mọi giải đấu.
Handanović đã chơi trận đấu thứ 100 của mình với Inter vào ngày 19 tháng 4 năm 2015 trong trận Derby della Madonnina với Milan , giữ nguyên mục tiêu khi trận đấu kết thúc không bàn thắng.  Anh kết thúc mùa giải thứ ba của mình với Inter bằng cách chơi 40 trận trên mọi đấu trường, bao gồm 37 trận ở Serie A, khi Inter kết thúc ở vị trí thứ tám, một lần nữa không đủ điều kiện tham dự giải châu Âu. Handanović đã có 11 trận giữ sạch lưới ở Serie A, tổng số trận cao thứ ba ở Serie A. Handanović cũng có tỷ lệ sút cứu thua hơn 67%.
Vào cuối mùa giải, có thông tin cho rằng Handanović là mục tiêu của đội bóng Premier League Manchester United, nhưng người đại diện của anh ta đã từ chối cơ hội này khi nói rằng thân chủ của anh ta sẽ không chuyển đến câu lạc bộ.

#### Mùa giải 2015–16
Inter Milan bắt đầu mùa giải 2015–16 với chiến thắng 1–0 trên sân nhà trước Atalanta , nơi Handanović giữ sạch lưới đầu tiên trong mùa giải.  Vào ngày 27 tháng 9 năm 2015, trong trận đấu thứ 300 tại Serie A, gặp Fiorentina , Handanović có lẽ là lần xuất hiện tồi tệ nhất của mình khi cho Josip Iličić một quả phạt đền ở phút thứ 3 , sau đó bị Nikola Kalinić đánh bại ba lần trong trận chung kết 1– 4 mất mát. Trận thua đã chấm dứt chuỗi trận bất bại của Inter trong mùa giải 2015-16.  Sau trận đấu, Handanović nói với các phóng viên rằng đó là lỗi của anh ấy về cách kết thúc trận đấu.
Vào ngày 27 tháng 10, trong trận đấu với Bologna , Handanović đã có một pha cứu thua quan trọng khi cản phá cú sút của Mattia Destro ở phút 94 để giúp Inter giành chiến thắng 0-1 trên sân Stadio Renato Dall'Ara .  Đó là trận giữ sạch lưới thứ sáu của anh ấy trong mười trận đấu, và là trận thắng đầu tiên kể từ một trận thua và ba trận hòa liên tiếp.  Sau đó, anh gọi nó là pha cứu thua yêu thích nhất của mình trong mùa giải.  Bốn ngày sau, trong trận đấu với Roma , Handanović một lần nữa lại là người quyết định cho đội của mình, thực hiện chín pha cứu thua, trong đó có pha cứu thua bốn ở phút 62, giúp Inter thắng trận 1–0 và vươn lên dẫn trước giải đấu với 24 điểm. Anh ấy đã được chọn Man of the Match cho màn trình diễn của mình.
Handanović kết thúc năm 2015 với 26 pha cứu thua quyết định, 11 trận giữ sạch lưới và chỉ để lọt lưới 11 bàn, không thua kém thủ môn nào ở Serie A. Inter cũng kết thúc năm 2015 với ngôi đầu giải.
Handanović đã đồng ý gia hạn hợp đồng đến năm 2019, điều này được xác nhận vào ngày 5 tháng 1 năm 2016.  Handanović bắt đầu năm mới với trận giữ sạch lưới trong chiến thắng 0-1 trên sân khách của đội trước Empoli , thực hiện một số pha cứu thua xuất sắc trong suốt trận đấu.  Vào ngày 16 tháng 1 năm 2016, trong một trận đấu trên sân khách với Atalanta , Handanović đã được trao giải Cầu thủ xuất sắc nhất trận cho màn trình diễn "xuất sắc", khi anh thực hiện một số pha cứu thua xuất sắc.  Pha cứu thua của anh ấy ở phút 61, nơi anh ấy quản lý để ngăn chặn nỗ lực của Luca Cigarini từ khoảng trống bằng chân không thuận, được truyền thông châu Âu coi là "cứu thua của mùa giải".
Inter kết thúc mùa giải 2015–16 ở vị trí thứ tư, trở lại UEFA Europa League sau một năm vắng bóng. Handanović đã có 111 pha cứu thua và 15 trận giữ sạch lưới trong 36 lần ra sân trong mùa giải Serie A, và để lọt lưới 34 bàn.  Anh ấy gọi là "một sự xấu hổ" khi không thể giành được một suất tham dự UEFA Champions League cho mùa giải tiếp theo.

#### Mùa giải 2016–17
Handanović bắt đầu mùa giải thứ năm tại Inter Milan vào ngày 21 tháng 8 trong trận thua 2–0 trước Chievo .  Anh có trận đấu thứ 150 tại Serie A cho Inter vào ngày 25 tháng 9 trong trận hòa 1-1 trên sân nhà trước Bologna .  Vào ngày 2 tháng 10, trong trận thua 2-1 trước Roma , Handanović đã thực hiện một số pha cứu thua, trong đó có một pha vào lưới Edin Džeko ở phút 86, được giới truyền thông ca ngợi là "pha cứu thua của năm".  Anh ấy là đội trưởng Inter lần đầu tiên vào ngày 19 tháng 2 năm sau trong lần ra sân thứ 193, mang chiếc băng đội trưởng sau khi Rodrigo Palacio thay người và giữ sạch lưới trong trận thắng 1–0 trước Bologna tạiStadio Renato Dall'Ara.

#### Mùa giải 2017–18
Vào ngày 1 tháng 12 năm 2017, Handanović ký hợp đồng mới có thời hạn đến tháng 6 năm 2021. Tám ngày sau, anh được vinh danh là Cầu thủ xuất sắc nhất trận sau màn trình diễn ấn tượng tại Juventus, giúp Inter có trận hòa không bàn thắng và giúp họ bất bại sau vòng 16 Serie Một tuần. Anh chơi trận đấu thứ 200 tại Serie A cho Inter vào ngày 30 tháng 12 trong trận hòa không bàn thắng trước Lazio , kết thúc phần đầu tiên của mùa giải. Trận đấu thứ 400 tại Serie A của Handanović diễn ra vào ngày 17 tháng 4 năm 2018, giữ sạch lưới, trận thứ 7 trong 8 trận gần nhất, trong chiến thắng 4–0 trên sân nhà trước Cagliari ở vòng 33. Anh ấy đã kết thúc mùa giải 2017–18 bằng cách luôn có mặt trong giải đấu, chơi mỗi phút khi Inter đứng thứ tư, có nghĩa là họ sẽ chơi ở Champions League lần đầu tiên sau sáu năm. Với 17 trận giữ sạch lưới, Handanović được xếp thứ hai cùng với Alisson của Roma trong danh sách giữ sạch lưới, bằng thành tích tốt nhất của cá nhân anh ấy trong mùa giải 2011–12. Anh ấy chỉ để thủng lưới 30 bàn, con số thấp nhất kể từ khi ra mắt ở Serie A (bao gồm cả những mùa giải mà anh ấy đã chơi 30 trận trở lên).

#### Mùa giải 2018–19
Handanović đã có trận ra mắt Champions League với Inter trong trận mở màn vòng bảng với Tottenham Hotspur .  Trận đấu này cũng là trận đấu thứ 250 của anh cho Nerazzurri trên mọi đấu trường. Trong phần đầu tiên của Serie A 2018–19 , anh đã có 10 trận giữ sạch lưới trong 19 trận, nhiều nhất so với bất kỳ thủ môn nào khác trong giải đấu và chỉ đứng sau Alisson của Liverpool trong 5 giải đấu hàng đầu châu Âu;  Ngoài ra, anh còn có tỷ lệ cản phá thành công tốt thứ 4.
Vào ngày 13 tháng 2 năm 2019, Inter thông báo qua tài khoản Twitter chính thức của họ rằng Handanović đã được bổ nhiệm làm đội trưởng đội mới , thay thế Mauro Icardi .  Vào ngày 7 tháng 3, trong trận hòa 0–0 trước Eintracht Frankfurt ở lượt đi vòng 16 UEFA Europa League 2018–19 , Handanović đã giữ sạch lưới thứ 100 trong lần ra sân chính thức thứ 281 cho Nerazzurri.  Khi mùa giải trôi qua, Handanović đạt được một cột mốc quan trọng khác, khi anh giữ sạch lưới trong trận thắng 4–0 trước Genoa ,  trận đầu tiên kể từ tháng 12 năm 2011, là trận thứ 150 của anh ở Serie A.
Trong trận đấu cuối cùng của giải vô địch, anh đóng một vai trò quan trọng trong chiến thắng 2-1 trên sân nhà của Inter trước Empoli , thực hiện hai pha cứu thua quyết định ở phút bù giờ để gỡ hòa cho đội khách.  Những pha cứu thua của anh ấy tỏ ra có ý nghĩa quyết định đối với Inter, đội đã giành được một suất dự Champions League mùa giải tiếp theo trong khi Empoli bị xuống hạng trở lại Serie B.  Trước trận đấu, anh đã được trao giải Thủ môn xuất sắc nhất Serie A của Lega lần đầu tiên trong sự nghiệp của mình. Handanović đã kết thúc mùa giải thứ bảy của mình tại Inter bằng cách luôn có mặt trong giải đấu, chơi trong tất cả 38 trận đấu và giữ sạch lưới 17 trận, nhiều hơn bất kỳ thủ môn nào khác. Với 17 trận giữ sạch lưới, anh cũng cân bằng kỷ lục mọi thời đại của câu lạc bộ về số trận giữ sạch lưới trong một mùa giải Serie A, kỷ lục trước đó đã được thiết lập bởi Júlio César trong mùa giải ăn ba 2009–10.

#### Mùa giải 2019–20
Handanović bắt đầu mùa giải đầu tiên với tư cách là đội trưởng Inter vào ngày 26 tháng 8 năm 2019 bằng cách giữ sạch lưới trong chiến thắng 4–0 trên sân nhà trước đội bóng mới thăng hạng Lecce; bằng cách đó, anh ấy đã đạt được chiến thắng thứ 200 tại Serie A. Vào ngày 25 tháng 9, anh ra sân lần thứ 300 cho câu lạc bộ trong chiến thắng 1–0 trên sân nhà trước Lazio, trận thứ năm trong năm trận đấu, cũng có ba pha cứu thua quan trọng trong hiệp một. Màn trình diễn của anh ấy trong trận đấu đã nhận được lời khen ngợi của huấn luyện viên Antonio Conte của đội, người nói rằng Handanović "đã tạo ra sự khác biệt".
Trong trận đấu kéo dài bảy ngày gặp các đối thủ và ứng cử viên vô địch Juventus, Handanović đã có lần ra sân thứ 450 ở Serie A (182 cho Udinese, 3 cho Treviso, 1 cho Lazio và 264 cho Inter) khi Inter chịu thất bại 2-1 tại San Siro, mất ngôi đầu bảng vào tay đội bóng thành Turin. Cuối tháng đó, anh được đề cử cho giải thưởng Lev Yashin, Quả bóng vàng của các thủ môn. Lần giữ sạch lưới UEFA Champions League đầu tiên trong sự nghiệp của anh ấy là vào ngày 23 tháng 10, trong chiến thắng 2–0 trên sân nhà trước đội bóng Đức Borussia Dortmund , trong trận đấu bảng thứ ba của giải đấu.
Vào tháng 12, Handanović đã giành được giải thưởng Thủ môn xuất sắc nhất Serie A của AIC lần thứ ba trong sự nghiệp của mình.  Vào ngày 6 tháng 12, trong trận hòa không bàn thắng trước Roma, Handanović đã đạt được một cột mốc quan trọng khác, khi trận đấu giữ sạch lưới của anh là trận thứ 100 tại Serie A cho Inter.  Vào ngày 11 tháng 1 năm 2020, anh cản phá một quả phạt đền trước Luis Muriel trong trận hòa 1-1 trên sân nhà trước Atalanta; Đây là pha cản phá quả phạt đền thứ 24 của anh ấy ở Serie A, giúp anh ấy san bằng kỷ lục của Pagluca về số quả phạt đền nhiều nhất ở Serie A. Vào ngày 21 tháng 8, anh đá chính trong trận thua 3–2 của Inter trước Sevilla trong trận Chung kết UEFA Europa League 2020.

#### Mùa giải 2020–21: Danh hiệu đầu tiên trong sự nghiệp
Vào ngày 17 tháng 10 năm 2020, Handanović đã vượt qua kỷ lục của Pagliuca với pha cản phá quả phạt đền thứ 25 ở Serie A khi cản phá một quả đá phạt đền của Zlatan Ibrahimović, người đã ghi bàn sau trận đấu trở lại, trong trận thua 2-1 trước đối thủ AC Milan. Anh có trận đấu thứ 500 tại Serie A vào ngày 14 tháng 2 năm 2021, trong chiến thắng 3-1 trên sân nhà trước Lazio, giúp Inter leo lên dẫn đầu bảng xếp hạng; Anh trở thành cầu thủ thứ 15 đạt được cột mốc này. Vào ngày 2 tháng 5, câu lạc bộ đã giành được danh hiệu này lần đầu tiên kể từ năm 2010, chiếc cúp đầu tiên trong sự nghiệp của anh ấy. Vào ngày 23 tháng 5, trong trận đấu cuối cùng của mùa giải giữa Inter với Udinese, anh đã có trận đấu thứ 329 tại Serie A cho câu lạc bộ, vượt qua Walter Zengalà thủ môn có nhiều lần ra sân nhất trong màu áo tuyển Ý cho Inter.

#### Mùa giải 2021–22
Vào ngày 21 tháng 9 năm 2021, Handanović thực hiện hai pha cứu thua quyết định trong hiệp một trong trận đấu trên sân khách với Fiorentina, với chiến thắng 3–1 của Inter sau khi để thủng lưới ban đầu; đây là trận thắng thứ 1.500 tại Serie A cho Nerazzurri .  Sau đó, anh có trận đấu thứ 400 cho câu lạc bộ trên mọi đấu trường trong chiến thắng 3–1 trên sân nhà trước Sheriff Tiraspol ở vòng bảng Champions League , trở thành thủ môn duy nhất làm được điều này.  Vào ngày 12 tháng 1 năm 2022, Handanović giành được danh hiệu thứ hai trong sự nghiệp, Supercoppa Italiana , khi Inter đánh bại Juventus 2-1 tại San Siro nhờ bàn thắng ở phút 120 của Alexis Sánchez .

## Sự nghiệp quốc tế

### Những năm đầu
Anh có trận ra mắt đội tuyển quốc gia vào ngày 17 tháng 11 năm 2004 trong một trận giao hữu với Slovakia , trận đấu kết thúc với tỷ số hòa không bàn thắng. Handanović là thành viên thường xuyên của đội trong chiến dịch vòng loại FIFA World Cup 2006 , chủ yếu được sử dụng như một dự bị cho cầu thủ kỳ cựu Borut Mavrič. Tuy nhiên, trong phần thứ hai của vòng loại, anh đã chơi được bốn trận, đầu tiên là trận hòa 1-1 trên sân nhà trước Belarus vào ngày 30 tháng 3 năm 2005, không giữ sạch lưới, khi Slovenia kết thúc bảng 5 ở Vị trí thứ 4 với 12 điểm, không giành được một suất tham dự giải đấu cuối cùng. Thua 2 bàn trong trận chung kết thua của Giải bóng đá quốc tế Síp 2006 từ Romania.
Vào ngày 26 tháng 5 năm 2008, Handanović khoác áo đội trưởng Slovenia lần đầu tiên trong trận đấu giao hữu với Thụy Điển , đội đã giành chiến thắng trong trận đấu tại Gamla Ullevi nhờ bàn thắng của Tobias Linderoth.
Trước vòng loại UEFA Euro 2008, Handanović một lần nữa là sự lựa chọn thứ hai, với Borut Mavrič vẫn giữ được vị trí của mình. Anh chỉ chơi trong ba trận vòng loại đầu tiên, trước khi từ giã đội tuyển quốc gia. Handanović đã thi đấu thành công trong trận đấu đầu tiên ở vòng loại khi Slovenia có được trận hòa không bàn thắng trước Albania. Anh chơi 8 trận còn lại, giữ nguyên mục tiêu trong 3 trận trong số đó, khi Slovenia kết thúc chiến dịch vòng loại ở vị trí áp chót với 11 điểm.

### World Cup 2010 và vòng loại Euro 2016
Handanović đã từng có mặt trong vòng loại FIFA World Cup 2010, chơi mỗi phút trong chiến dịch vòng loại. Slovenia bắt đầu vòng loại với trận hòa 1-1 trên sân khách trước Ba Lan, nơi Handanović bị đánh bại ở phút 17 sau một quả phạt đền của Michał Żewłakow.
Vào tháng 5 năm 2010, Handanović có tên trong danh sách 23 cầu thủ cuối cùng của Slovenia đại diện cho quốc gia tại FIFA World Cup 2010. Slovenia được xếp vào bảng C với Algérie, Anh và Hoa Kỳ. Trong trận mở màn của đội với Algeria, Handanović đã ra mắt lần đầu tiên tại một giải đấu lớn, giữ sạch lưới khi Slovenia giành chiến thắng 1–0 tại sân vận động Peter Mokaba để giành ba điểm đầu tiên. Trong trận đấu tiếp theo, gặp Hoa Kỳ tại Sân vận động Ellis Park , Slovenia đang dẫn trước 2–0 ở hiệp một, nhưng trong hiệp hai, Handanović đã bị Landon Donovan đánh bại và Michael Bradley, trận đấu kết thúc với tỷ số 2–2. Slovenia đã bị loại khỏi giải đấu sau khi đứng thứ ba trong bảng của họ với bốn điểm, sau Mỹ và Anh, sau thất bại 0–1 trước đội sau trong trận đấu cuối cùng ở vòng một tại Sân vận động Vịnh Nelson Mandela vào ngày 23 tháng 6.
Vào ngày 18 tháng 11 năm 2015, Handanović tuyên bố giã từ đội tuyển quốc gia sau khi Slovenia không thể vượt qua vòng loại UEFA Euro 2016 sau thất bại chung cuộc 1–3 trước Ukraine trong trận play-off. Handanović kết thúc 11 năm sự nghiệp quốc tế của mình với 81 lần khoác áo Slovenia, là thủ môn khoác áo nhiều nhất và là một trong những cầu thủ khoác áo nhiều nhất mọi thời đại; Jan Oblak đảm nhận vị trí xuất phát của đội tuyển sau khi anh chia tay.

## Cuộc sống cá nhân
Samir Handanović có nguồn gốc là người Bosniak. Cha mẹ anh vốn là người ở thị trấn Sanski Most của Bosnia. Anh họ của anh, Jasmin Handanović, cũng bắt đầu sự nghiệp ở Ý từ năm 2007 đến năm 2011 và cũng là một thành viên của đội tuyển quốc gia Slovenia. Con trai của Handanović, tên là Alen, sinh ngày 19 tháng 1 năm 2011 với cô bạn gái Zoja Trobec, cựu hoạt náo viên KK Olimpija, người đã có một mối quan hệ lâu dài; cặp đôi kết hôn vào tháng 5 năm 2012 và Handanović do đó trở thành anh rể của Irena, em gái của Zoja, người đã kết hôn với cầu thủ bóng rổ Bosnia chuyên nghiệp Jasmin Hukić. Vào ngày 3 tháng 10 năm 2013, vợ của Handanović sinh con trai thứ hai của cặp đôi, đặt tên là Ian. Vào ngày 17 tháng 3 năm 2021, Handanović có kết quả xét nghiệm dương tính với COVID-19 trong bối cảnh nó đang đại dịch ở Ý; anh hồi phục vào ngày 28 tháng 3.

## Thống kê sự nghiệp

### Câu lạc bộ
Tính đến 16 tháng 1 năm 2022.
| Câu lạc bộ          | Mùa giải            | Giải vô địch        | Giải vô địch | Giải vô địch | Cúp  | Cúp | Châu lục | Châu lục | Khác | Khác | Tổng | Tổng |
| Câu lạc bộ          | Mùa giải            | Hạng đấu            | Trận         | Bàn          | Trận | Bàn | Trận     | Bàn      | Trận | Bàn  | Trận | Bàn  |
| ------------------- | ------------------- | ------------------- | ------------ | ------------ | ---- | --- | -------- | -------- | ---- | ---- | ---- | ---- |
| Domžale             | 2003–04             | 1.SNL               | 7            | 0            | 0    | 0   | —        | —        | —    | —    | 7    | 0    |
| Zagorje             | 2003–04             | 2.SNL               | 11           | 0            | 0    | 0   | —        | —        | —    | —    | 11   | 0    |
| Treviso             | 2005–06             | Serie A             | 3            | 0            | 0    | 0   | —        | —        | —    | —    | 3    | 0    |
| Lazio               | 2005–06             | Serie A             | 1            | 0            | 0    | 0   | —        | —        | —    | —    | 1    | 0    |
| Rimini              | 2006–07             | Serie B             | 39           | 0            | 2    | 0   | —        | —        | —    | —    | 41   | 0    |
| Udinese             | 2004–05             | Serie A             | 3            | 0            | 2    | 0   | —        | —        | —    | —    | 5    | 0    |
| Udinese             | 2007–08             | Serie A             | 35           | 0            | 1    | 0   | —        | —        | —    | —    | 36   | 0    |
| Udinese             | 2008–09             | Serie A             | 34           | 0            | 1    | 0   | 10       | 0        | —    | —    | 45   | 0    |
| Udinese             | 2009–10             | Serie A             | 37           | 0            | 3    | 0   | —        | —        | —    | —    | 40   | 0    |
| Udinese             | 2010–11             | Serie A             | 35           | 0            | 0    | 0   | —        | —        | —    | —    | 35   | 0    |
| Udinese             | 2011–12             | Serie A             | 38           | 0            | 1    | 0   | 12       | 0        | —    | —    | 51   | 0    |
| Udinese             | Tổng cộng           | Tổng cộng           | 182          | 0            | 8    | 0   | 22       | 0        | —    | —    | 212  | 0    |
| Inter Milan         | 2012–13             | Serie A             | 35           | 0            | 3    | 0   | 10       | 0        | —    | —    | 48   | 0    |
| Inter Milan         | 2013–14             | Serie A             | 36           | 0            | 1    | 0   | —        | —        | —    | —    | 37   | 0    |
| Inter Milan         | 2014–15             | Serie A             | 37           | 0            | 0    | 0   | 3        | 0        | —    | —    | 40   | 0    |
| Inter Milan         | 2015–16             | Serie A             | 36           | 0            | 2    | 0   | —        | —        | —    | —    | 38   | 0    |
| Inter Milan         | 2016–17             | Serie A             | 37           | 0            | 1    | 0   | 5        | 0        | —    | —    | 43   | 0    |
| Inter Milan         | 2017–18             | Serie A             | 38           | 0            | 1    | 0   | —        | —        | —    | —    | 39   | 0    |
| Inter Milan         | 2018–19             | Serie A             | 38           | 0            | 1    | 0   | 10       | 0        | —    | —    | 49   | 0    |
| Inter Milan         | 2019–20             | Serie A             | 35           | 0            | 3    | 0   | 10       | 0        | —    | —    | 48   | 0    |
| Inter Milan         | 2020–21             | Serie A             | 37           | 0            | 4    | 0   | 6        | 0        | —    | —    | 47   | 0    |
| Inter Milan         | 2021–22             | Serie A             | 21           | 0            | 0    | 0   | 6        | 0        | 1    | 0    | 28   | 0    |
| Inter Milan         | Tổng cộng           | Tổng cộng           | 350          | 0            | 16   | 0   | 50       | 0        | 1    | 0    | 417  | 0    |
| Tổng cộng sự nghiệp | Tổng cộng sự nghiệp | Tổng cộng sự nghiệp | 593          | 0            | 26   | 0   | 72       | 0        | 1    | 0    | 692  | 0    |

### Đội tuyển quốc gia
Tính đến 9 tháng 10 năm 2015
| Slovenia  | Slovenia | Slovenia |
| Năm       | Trận     | Bàn      |
| --------- | -------- | -------- |
| 2004      | 1        | 0        |
| 2005      | 6        | 0        |
| 2006      | 2        | 0        |
| 2007      | 11       | 0        |
| 2008      | 8        | 0        |
| 2009      | 8        | 0        |
| 2010      | 11       | 0        |
| 2011      | 7        | 0        |
| 2012      | 6        | 0        |
| 2013      | 8        | 0        |
| 2014      | 6        | 0        |
| 2015      | 7        | 0        |
| Tổng cộng | 81       | 0        |

## Danh hiệu

### Câu lạc bộ

#### Inter Milan
- Serie A: 2020–21
- Coppa Italia: 2021–22, 2022–23
- Supercoppa Italiana: 2021, 2022

### Cá nhân
- Slovenian Footballer of the Year: 2009, 2011, 2012
- Serie A Team of the Year: 2010–11, 2012–13, 2018–19
- AIC Serie A Goalkeeper of the Year: 2011, 2013, 2019
- Lega Serie A Goalkeeper of the Year: 2018–19
- UEFA Europa League Squad of the Season: 2019–20